# 小原宗綱
小原 宗綱（おばら むねつな）は、戦国時代の武将。伊達稙宗の家臣。

## 概要
生年、没年ともに不明。陸奥国刈田郡小原の国人領主で、伊達稙宗に仕えていた。稙宗の夫人とは縁戚関係にあったとされる。
石川稙光が稙宗の帰陣を祝った際、稙宗の命で返書を送ったことから、稙宗の近習であっとことが推測される。天文の乱では稙宗方に属し、乱が稙宗の子・伊達晴宗の勝利に終わると、稙宗に従って隠居したという。
その後、晴宗の命により長男・元継が所領を引き継ぎ（仙台藩家臣#一族の「小原氏」の項を参照のこと）、次男の定綱は伊達小次郎（伊達輝宗の次男）の養育係となった。定綱は伊達政宗により小次郎が誅殺された際に殉死したが、これによって政宗の怒りを買い所領は没収されたという。